# Домбче (Великопольське воєводство)
Домбче (пол. Dąbcze, нім. Dambitsch) — село в Польщі, у гміні Ридзина Лещинського повіту Великопольського воєводства.
Населення — 1163 особи (2011).
У 1975-1998 роках село належало до Лешненського воєводства.

## Демографія
Демографічна структура станом на 31 березня 2011 року:
|          | Загалом | Допрацездатний вік | Працездатний вік | Постпрацездатний вік |
| -------- | ------- | ------------------ | ---------------- | -------------------- |
| Чоловіки | 569     | 135                | 392              | 42                   |
| Жінки    | 594     | 121                | 376              | 97                   |
| Разом    | 1163    | 256                | 768              | 139                  |